# 이성

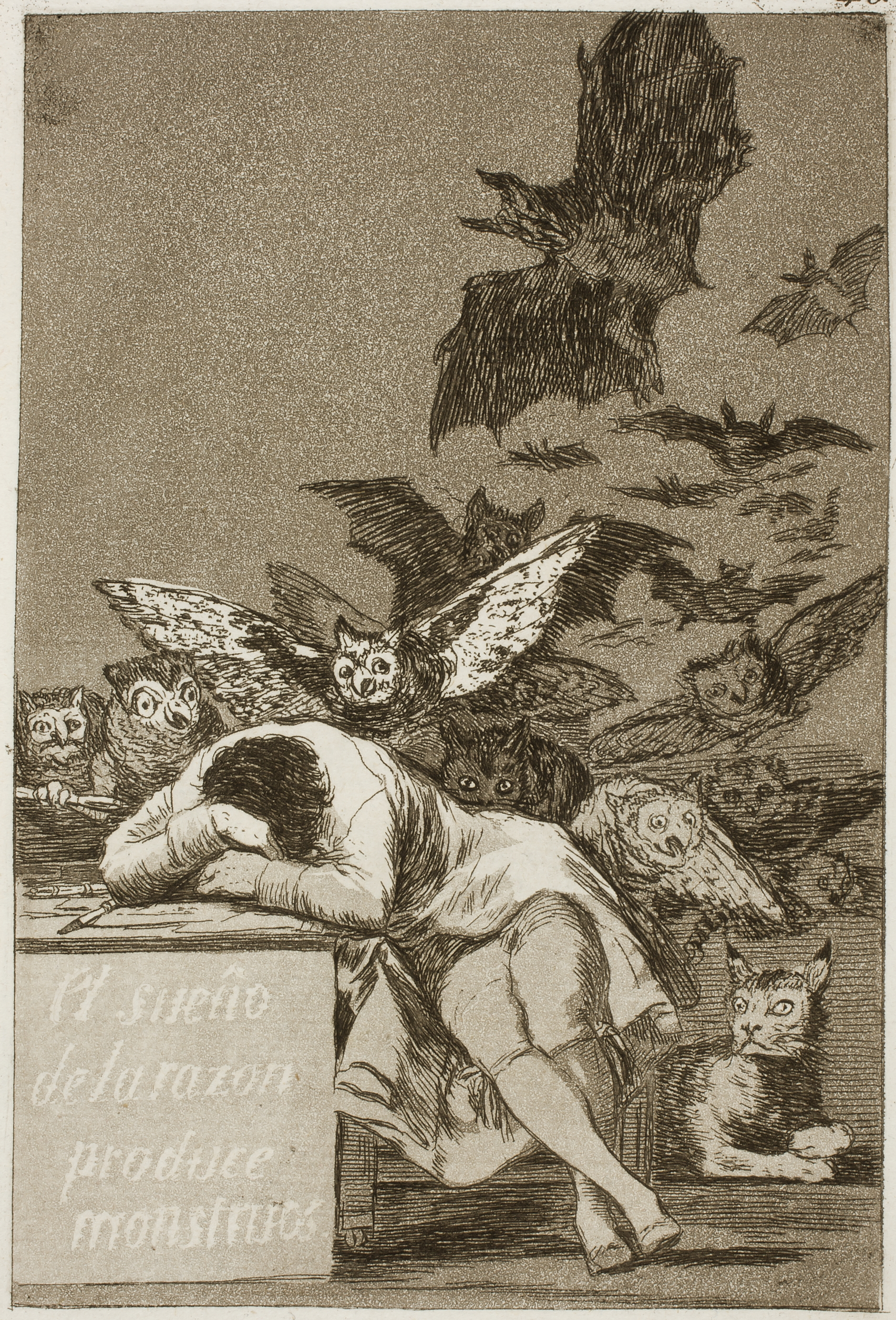
프란시스코 고야, 〈이성이 잠들면 괴물이 눈뜬다〉

이성(理性, 문화어: 리성, 영어: reason) 또는 라티오(라틴어: ratio)는 일반적으로 인간을 동물과 구별시키는 인간 특유의 뛰어난 능력으로 간주되어 왔으며, 여러 가지 뜻을 갖는다.
1. 사물의 이치와 원리를 알아내는 힘. 지성. 논리적·개념적으로 생각하는 힘.
2. 본능·충동·욕망 등에 좌우되지 않고, 스스로 도덕적 법칙을 만들어 그것에 따르도록 의지를 규정하는 능력. 칸트가 말하는 실천이성.
3. 올바르게 사물을 아는(인식하는) 능력. 칸트가 말하는 이론이성.
4. 인식된 이것저것의 지식을 보다 소수의 원리로 통일하는 힘. 칸트가 말하는 좁은 뜻에서의 이성.
5. 우주 또는 세계를 지배하는 근본원리.진리.로고스.
6. 세계의 진리를 아는 힘.로고스
7. 진리를 표현하는 언어 자체.로고스

조리(條理)는 경험칙, 사회통념, 사회적 타당성, 신의성실, 사회질서, 형평, 정의, 이성, 법에 있어서의 체계적 조화, 법의 일반원칙 등의 이름으로 표현되기도 한다.

## 같이 보기
- 마음
- 논리
- 감정